# Équipe d'Argentine de rugby à XV à la Coupe du monde 1991
L'Équipe d'Argentine de rugby à XV à la Coupe du monde 1991 est éliminée en phase poule, après avoir perdu ses trois matches de groupe.

## Liste des joueurs
Les joueurs ci-après ont joué pendant cette Coupe du monde 1991. Les noms en gras désignent les joueurs qui ont été titularisés le plus souvent.

### Première ligne
- Manuel Aguirre (1 match, comme titulaire)
- Mariano Bosch
- Diego Cash (2 matches, comme titulaire)
- Ricardo Le Fort (2 matches, comme titulaire)
- Federico Méndez (2 matches, comme titulaire)

### Deuxième ligne
- Pedro Sporleder (3 matches, comme titulaire)

### Troisième ligne
- Pablo Jose Barros (3 matches, comme titulaire) 3 fois capitaine
- Mario Carreras
- José Santamarina (3 matches, comme titulaire)

### Demi de mêlée
- Gonzalo Camardón (3 matches, comme titulaire)

### Demi d’ouverture
- Lisandro Arbizu (3 matches, comme titulaire)

### Trois-quarts centre
- Eduardo Laborde (3 matches, comme titulaire)

### Trois-quarts aile
- Diego Cuesta Silva (3 matches, comme titulaire)
- Martin Teran Nougues (3 matches, comme titulaire)

### Arrière
- Guillermo Angaut (1 match, comme titulaire)
- Guillermo Del Castillo (2 matches, comme titulaire)
- Santiago Meson (1 match, replaçant)